# Frédéric Beigbeder
Frédéric Beigbeder (21 de setembro de 1965) é um escritor, crítico e publicitário francês.
Filho de uma tradutora e um executivo, Beigbeder nasceu em uma família abastada. Se formou em ciências políticas no Institut d'Etudes Politiques de Paris aos 24 anos. É divorciado e tem uma filha, Chloé.

## Obras

### Romance
- 1990: Mémoire d'un jeune homme dérangé
- 1994: Vacances dans le coma (Férias em coma)
- 1997: L'amour dure trois ans (O amor dura três anos)'
- 2000: $29,99
- 2003: Janelas do Mundo
- 2005: L'égoïste romantique (O Romântico Egoísta)
- 2007 : Au secours pardon
- 2009 : Un roman français, prémio Renaudot.
- 2014 : Oona & Salinger,

### Crônicas
- 1998 : Barbie
- 1999: Nouvelles sous ecstasy
- 2000:  Quitter Lavil (pastiche da obra de Christine Angot : Quitter la ville)

### Ensaios
- 2001: Dernier inventaire avant liquidation
- 2004: Je crois Moi non plus : Dialogue entre un évêque et un mécréant
- 2011 : Premier bilan après l'Apocalyspe